# Championnat du Soudan de football 2004
Navigation
Saison précédente Saison suivante
La saison 2004 du Championnat du Soudan de football est la quarantième édition de la première division au Soudan, la Sudan Premier League. Elle regroupe, sous forme d'une poule unique, les douze meilleures équipes du pays qui se rencontrent deux fois, à domicile et à l'extérieur. En fin de saison, les deux derniers du classement sont relégués et remplacés par les deux meilleurs clubs de deuxième division.
C'est le club d'Al Hilal Omdurman, tenant du titre, qui remporte à nouveau le championnat cette saison après avoir terminé en tête du classement final, avec trois points d'avance sur Al Merreikh Omdurman et dix-neuf sur Khartoum 3. C'est le 17e titre de champion du Soudan de l'histoire du club, qui réussit même le doublé en s'imposant face à son dauphin en finale de la Coupe du Soudan.

## Les clubs participants
| - Al Hilal Omdurman - Hai al-Arab Port Soudan - Al Merreikh Port-Soudan - Promu de D2 - Al Ahly Wad Madani - Amal Atbara - Taka Kassala | - Al-Mourada SC - Al Merreikh Omdurman - Al Mirghani Kassala - Al Hilal Port-Soudan - Khartoum 3 - Shambat Bahri - Promu de D2 |

## Compétition
Le barème de points servant à établir les classements se décompose ainsi :
- Victoire : 3 points
- Match nul : 1 point
- Défaite : 0 point

### Classement
| Rang | Équipe                    | Pts | J  | G  | N  | P  | Bp | Bc | Diff |
| ---- | ------------------------- | --- | -- | -- | -- | -- | -- | -- | ---- |
| 1    | Al Hilal Omdurman T C     | 54  | 22 | 17 | 3  | 2  | 59 | 11 | +48  |
| 2    | Al Merreikh Omdurman      | 51  | 22 | 16 | 3  | 3  | 43 | 15 | +28  |
| 3    | Khartoum 3                | 35  | 22 | 10 | 5  | 7  | 35 | 23 | +12  |
| 4    | Al Mirghani Kassala       | 31  | 22 | 8  | 7  | 7  | 25 | 27 | -2   |
| 5    | Al-Mourada SC             | 30  | 22 | 9  | 3  | 10 | 30 | 34 | -4   |
| 6    | Amal Atbara               | 30  | 22 | 9  | 3  | 10 | 16 | 29 | -13  |
| 7    | Al Hilal Port-Soudan      | 28  | 22 | 7  | 7  | 8  | 21 | 29 | -8   |
| 8    | Taka Kassala              | 25  | 22 | 5  | 10 | 7  | 20 | 22 | -2   |
| 9    | Shambat Bahri P           | 24  | 22 | 6  | 6  | 10 | 18 | 31 | -13  |
| 10   | Hay al-Arab Port-Soudan   | 22  | 22 | 5  | 7  | 10 | 17 | 31 | -14  |
| 11   | Al Ahly Wad Madani        | 18  | 22 | 4  | 6  | 12 | 21 | 31 | -10  |
| 12   | Al Merrekih Port-Soudan P | 17  | 22 | 5  | 2  | 15 | 13 | 35 | -22  |

|  | Qualification pour la Ligue des champions de la CAF 2005                |
|  | Qualification pour la Coupe de la CAF 2005                              |
|  | Relégation directe en deuxième division                                 |
|  | T : Tenant du titre C : Vainqueur de la Coupe du Soudan P : Promu de D2 |

## Bilan de la saison
| Championnat du Soudan de football 2004                             |                               |
| Champion                                                           | Al Hilal Omdurman (17e titre) |
| Coupes et trophées                                                 |                               |
| Vainqueur de la Coupe du Soudan 2004                               | Al Hilal Omdurman             |
| Qualifications continentales                                       |                               |
| Ligue des champions de la CAF 2005                                 | Al Hilal Omdurman             |
| Coupe de la CAF 2005                                               | Al Merreikh Omdurman          |
| Promotions et relégations                                          |                               |
| Promus en Premier League                                           | Al Ittihad Wad Medani         |
| Promus en Premier League                                           | Al-Jazeerat Al-Feel           |
| Relégués en Championnat du Soudan de football de deuxième division | Al Ahly Wad Madani            |
| Relégués en Championnat du Soudan de football de deuxième division | Al Merrekih Port-Soudan       |